# Pet Sematary (película)
Pet Sematary (titulada Cementerio de mascotas o Cementerio maldito en Hispanoamérica y Cementerio viviente en España) es una película dirigida por Mary Lambert en 1989. Es una adaptación de la novela Cementerio de animales, de Stephen King.

## Argumento
Louis (Dale Midkiff) y Rachel Creed (Denise Crosby) son un matrimonio que se mudan con sus hijos Ellie (Blaze Berdahl y Beau Berdahl) y Gage (Miko Hughes) a una nueva casa en el pueblo Ludlow, del estado de Maine por el trabajo de Louis, además de su gato llamado Church. Cerca de su casa vive Judson "Jud" Crandall (Fred Gwynne), un hombre viejo y solitario. Éste y Louis se hacen amigos. Jud lleva a la familia a una caminata en el bosque detrás de su casa. Un camino bien cuidado lleva a un cementerio de mascotas (mal escrito, "Sematary") donde los niños de la ciudad entierran a sus animales muertos, en su mayoría perros y gatos muertos por los camiones en la carretera, la mayoría a exceso de velocidad. Una acalorada discusión estalla entre Louis y Rachel al día siguiente. Rachel desaprueba hablar sobre la muerte y ella se preocupa por cómo Ellie puede verse afectada por lo que vio en el cementerio. Más adelante se explica que Rachel estaba traumatizada por la muerte prematura de su hermana, Zelda Goldman (Andrew Hubatsek), de meningitis espinal.
Louis tiene una experiencia traumática como director de la Universidad de Maine de servicios de salud del campo cuando Victor Pascow (Brad Greenquist), un estudiante que está fatalmente herido tras ser atropellado por un camión, se dirige a sus últimas palabras personalmente a Louis antes de morir, a pesar de que nunca se han conocido. En la noche después de la muerte de Pascow, Louis es visitado por el espíritu del estudiante, quien lo lleva al cementerio de mascotas, y le advierte de no cruzar más allá de un cerco de árboles.
Church es atropellado por un camión mientras la madre y su hija no están. Luego de discutir con Jud, éste decide llevarlo a un lugar más allá del cementerio de mascotas; luego de un largo viaje, llegan a un antiguo cementerio que una vez fue utilizado por los indios Micmac, una tribu nativa americana. Siguiendo las instrucciones de Jud, Louis cava en la tierra pedregosa, entierra al gato y construye un montículo de piedras por sí mismo.
Al día siguiente, el gato resucita y vuelve a casa. Sin embargo, se convierte en un ser maligno, mientras que solía ser lleno de vida, que ahora actúa de manera muy agresiva y con un olor desagradable, además de que sus ojos brillan incluso de día; a causa de esto acude a la casa de Jud para hablar de lo ocurrido, este le explica que las tierras de más allá del cementerio de mascotas eran sagradas y mágicas para los amerindios de la zona. En esas tierras se creó un cementerio donde se enterraban seres queridos que habían fallecido para así devolverles la vida.
Jud también le cuenta acerca del perro que tenía a los doce años, Spot, que había sido enterrado en el cementerio indio después de que muriese por una infección al cortarse con un alambre de púas, el cual apareció mientras su madre colgaba ropa pero ya siendo agresivo y con olor podrido; no tuvo otra opción que matarlo de nuevo para así terminar enterrándolo en el cementerio de mascotas.
Finalizando el relato, comenta a Louis que le dio la idea de enterrarlo más allá del cementerio de mascotas porque consideraba que Ellie no estaría lista para que su querida mascota falleciera tan pronto, luego Louis pregunta si han enterrado gente allí, lo cual altera a Jud mientras exclama que no con vehemencia.
Más tarde Louis vuelve a la casa y mientras toma una ducha Church mata una rata y la arroja a la bañera mientras Louis está en ella lo cual lo asusta y hace que eche al gato del lugar. Al otro día, Louis va al aeropuerto a recibir a Rachel, Gage y Ellie de su viaje a Chicago. Esta última se acerca corriendo y preguntándole primeramente si Curch está bien, porque había soñado que este fue atropellado por un auto y que él, con ayuda de Jud, lo enterraban en el cementerio de mascotas; a lo cual Louis responde que fue un sueño tonto y que el gato estaba bien.
Luego en algún lugar, se muestra a la ama de casa, Missy (Susan Blommaert) escribiendo una nota de suicidio en la que declara: "sé que tengo cáncer y el dolor es insoportable" para posteriormente bajar a un sótano y colgarse con la nota adherida al pecho; en el funeral, el sacerdote (Stephen King) aparece diciendo las palabras de despedida y una vez finalizado, Jud le pregunta a Louis si Rachel estaba enferma, a lo que Ellie interrumpe diciendo que estaba en cama vomitando desde que se enteró de que Missy se suicidó, después le pregunta a Louis como está su gato y este responde que el gato es de Ellie pero Jud lo corrige diciendo "ahora es tuyo" (haciendo referencia a que fue él quien lo enterró y por lo tanto le pertenece).
Esa misma noche, Ellie pregunta a su padre si cree que Missy irá al cielo en lo que surge una breve charla con respecto a la muerte mientras Rachel, desde la cocina en silencio, queda oyéndola. Antes de dormir, Rachel propone hablar sobre el tema con Louis por su sensibilidad respecto a ello, debido a que su hermana Zelda murió de meningitis espinal luego de tener convulsiones cuando sus padres no estaban. Ella relata que la enfermedad de su hermana era un secreto vergonzoso por su "monstruosa" apariencia y que deseaban que muera de una vez para que ya no hiciera sufrir a la familia, confiesa que quedó con esa culpa porque cree haberse reído luego de esa muerte, a lo que Louis responde que no debería sentirse así porque en primer lugar nunca debieron haber dejado a una niña de 8 años al cuidado de alguien con tan delicada condición.
Varios meses después, la familia junto a Jud están pasando una tarde volando una cometa primero manejado por Louis, quien luego se lo da a Gage para que continúe el vuelo. Luego de un descuido de Louis, Gage se aleja persiguiendo el rollo de hilo hasta la carretera donde al mismo tiempo un camión viene a toda velocidad, Louis hace un intento desesperado por llegar corriendo hasta donde está su hijo pero tropieza y el camión no alcanza a frenar a tiempo por lo que Gage muere atropellado, dejando a Louis devastado y lleno de culpabilidad.
Esa misma noche Louis, abatido, se encuentra mirando fotos de su hijo en compañía de Jud, y Ellie baja con una foto de ella y Gage cuando eran más niños y dice a Jud que guardará esa foto hasta que Dios lo deje volver. En el funeral de Gage, el padre de Rachel, Irwin Goldman (Michael Lombard), que nunca aceptó la decisión de su hija de casarse con él, reprende duramente a Louis y lo acusa de asesino por la muerte del niño para luego golpearlo. Los dos provocan una pelea en la sala de observación de la funeraria y tiran el ataúd al piso; Rachel es testigo de la lucha y se vuelve histérica. La noche posterior al funeral, Ellie, antes de dormir, pregunta a su padre que si Dios realmente quisiera podría traer de vuelta a Gage a lo que este responde que supone que sí.
Abrumado por el dolor y la desesperación, Louis considera traer a su hijo de vuelta a la vida con el poder del cementerio indio. Jud, al predecir la idea de Louis, intenta disuadirlo, le confiesa que mintió y revela que sí se había enterrado a un ser humano años atrás, le cuenta la historia de Timmy Baterman (Peter Stader), un joven de Ludlow que murió al volver durante el final de la Segunda Guerra Mundial. El padre de Timmy, Bill Baterman (Chuck Courtney), colocó el cadáver de su hijo en el cementerio Micmac, para luego volver como un ser maligno y un demonio en vida, aterrorizando a la gente del pueblo; Jud y tres de sus amigos fueron a quemar la casa con Timmy dentro, pero Bill fue sujetado por Timmy y ambos terminaron muriendo en el incendio. Y concluyendo con la frase: "A veces, es mejor la muerte". A pesar de la advertencia de Jud, la pena y la culpabilidad de Louis lo empujan para llevar a cabo su plan.
Louis, Rachel y Ellie están en el aeropuerto, ellas dos, irán de nuevo a quedarse en lo de sus padres en Chicago para "mejorar las cosas", a todo esto Ellie le dice su abuela, Dory Goldman (Mary Louise Wilson), y a Irwin que no quiere ir porque tuvo una pesadilla con su papá, Gage y alguien llamado "Paxcow". Louis no le dice a su esposa sobre sus intenciones de desenterrar a Gage, enterrarlo en el cementerio Micmac y luego pasar un par de días con él en privado para "diagnosticar" a su hijo para así determinar si lo que le pasó a Timmy también le ha sucedido a Gage.
Una vez en el cementerio, Louis va hacia la tumba de Gage y se lamenta sentado; frente a él aparece Pascow y le advierte que la barrera no debe ser cruzada a lo que responde diciendo que si sucede lo mismo que sucedió con Timmy, lo pondrá a dormir para siempre y ellas (Rachel y Ellie) nunca lo sabrán.
Debido a las pesadillas de Ellie, Rachel se detiene a escucharla y le cuenta que soñó que "Paxcow" le dijo que su papá va a hacer algo malo, ella pregunta si se trata de un monstruo a lo que Ellie le responde que es "un fantasma bueno que enviado para prevenirlas" y le pide que llame a Louis para asegurarse que todo está bien y ella hace caso, pero nadie responde en la casa. Mientras tanto, Louis está cavando para exhumar el cuerpo de su hijo. Posteriormente, llama a Jud creyendo que estaba con él, pero le responde que no y luego le avisa que volverá para allá a lo que Jud le dice que no lo haga.
De nuevo en el cementerio, Louis llega al fin al ataúd de Gage, lo saca de allí y lo abraza diciéndole que todo va a estar bien, mientras que Rachel intenta volar de regreso a Maine, pero pierde su vuelo de conexión a Boston.
Louis, ya con el cuerpo de su hijo, se dirige decididamente al cementerio indio dispuesto a enterrarlo en el cementerio indio. Rachel decide alquilar un auto Dodge Aries, para conducir el resto del camino siendo guiada inconscientemente por Pascow.
Mientras Rachel va de camino a toda prisa, pincha un neumático, Louis entierra a Gage en el cementerio indio, regresa a casa y queda profundamente dormido, agotado por sus actividades.
Gage vuelve como una versión demoníaca de sí mismo, entra en la habitación de su padre y toma un escalpelo de su maletín para luego ir a "jugar al escondite" en la casa de Jud y matarlo de una mordida en el cuello. Rachel llega a la casa de Jud, escuchando algo que suena como su difunta hermana Zelda, llamándola por su nombre, y luego la risa de Gage; ella entra en la casa y encuentra a difunto hijo en una habitación del segundo piso, este le dice que le trajo algo y muestra su bisturí. Rachel abraza a su hijo en la incredulidad y es asesinada mientras se escuchan sus gritos.
Louis se despierta y se encuentra con la bolsa del médico abierta y sin su escalpelo; una vez que bajó las escaleras recibe una llamada de Irwin preguntando si Rachel llegó bien; a lo que, ignorando la situación, responde que sí, entonces le pide que la acerque al teléfono porque Ellie estaba histérica por soñar que su madre había muerto por lo que Louis procede a cortar luego de seguir huellas de barro que Gage dejó en el suelo.
Él recibe una llamada de Gage diciendo: "Estoy en lo de Jud papi. ¿Vienes a jugar conmigo? Primero jugué con Jud. Luego vino mami y jugué con ella. Juguemos, papi. Tuvimos un momento horriblemente bien. Ahora quiero jugar contigo", Louis horrorizado y temiendo lo peor se dirige a la casa de Jud. Con una preparación de morfina en una jeringa busca a Church, distrae al gato con un filete crudo y luego lo mata con una inyección.
Luego de eso, se dirige a la casa y una vez dentro tiene una ilusión, una vez superada busca a Gage en la casa, mientras se escucha su risa espontáneamente; primero encuentra el cadáver de Jud, luego, al salir de la habitación, le cae el cadáver de Rachel colgado por el cuello mientras Gage se ríe y se tira para atacar a su padre, Louis logra separarlo después de recibir algunos cortes y cuando su hijo se acerca de nuevo, lo engaña e inyecta una jeringa de morfina en el cuello. Gage se queja y se aleja diciendo: "No es justo" para luego caerse contra la pared y morir.
Después de quemar la casa de Jud, Louis se va cargando a su difunta esposa, Pascow aparece nuevamente para disculparse y le advierte que no empeore las cosas, Louis no hace caso a la advertencia y le responde que esa vez si funcionará porque Rachel murió recientemente; Pascow desaparece al grito de: "¡No!". Louis, desolado, entierra el cadáver de su esposa en el cementerio indio.
Una vez que Louis vuelve a su casa se escuchan las palabras de Jud: "El corazón del hombre es pedregoso Louis. Uno siembra lo que puede y lo que cuida. Porque lo que compras es lo que posees, y lo que posees siempre vuelve a ti". Louis, paciente, aparece sentado en el piso con unas cartas, esperando a Rachel quien, engañándolo con un beso, toma un cuchillo que está sobre la mesa y, él, al grito de: "¡No!" será asesinado y la escena se pone en negro.

## Adaptación
Fue desarrollada una nueva adaptación que se estrenó en 2019 bajo la dirección de Kevin Kolsch y Dennis Widmyer. Está protagonizado por Jason Clarke como Louis, Amy Seimetz como su esposa Rachel y John Lithgow como Jud Crandall.

## Canciones
En la banda sonora se incluyen dos canciones del grupo Ramones:
- Pet Sematary, compuesta por Dee Dee Ramone y Daniel Rey,
- Sheena Is a Punk Rocker, compuesta por Joey Ramone.

## Reparto
| Actor                        | Personaje             |
| ---------------------------- | --------------------- |
| Dale Midkiff                 | Louis Creed           |
| Fred Gwynne                  | Judson "Jud" Crandall |
| Denise Crosby                | Rachel Creed          |
| Brad Greenquist              | Víctor Pascow         |
| Michael Lombard              | Irwin Goldman         |
| Miko Hughes                  | Gage Creed            |
| Blaze Berdahl y Beau Berdahl | Ellie Creed           |
| Susan Blommaert              | Missy Dandridge       |
| Mara Clark                   | Marcy Charlton        |
| Kavi Raz                     | Steve Masterton       |
| Stephen King                 | Pastor                |
| Andrew Hubatsek              | Zelda                 |